# Guus Kuijer

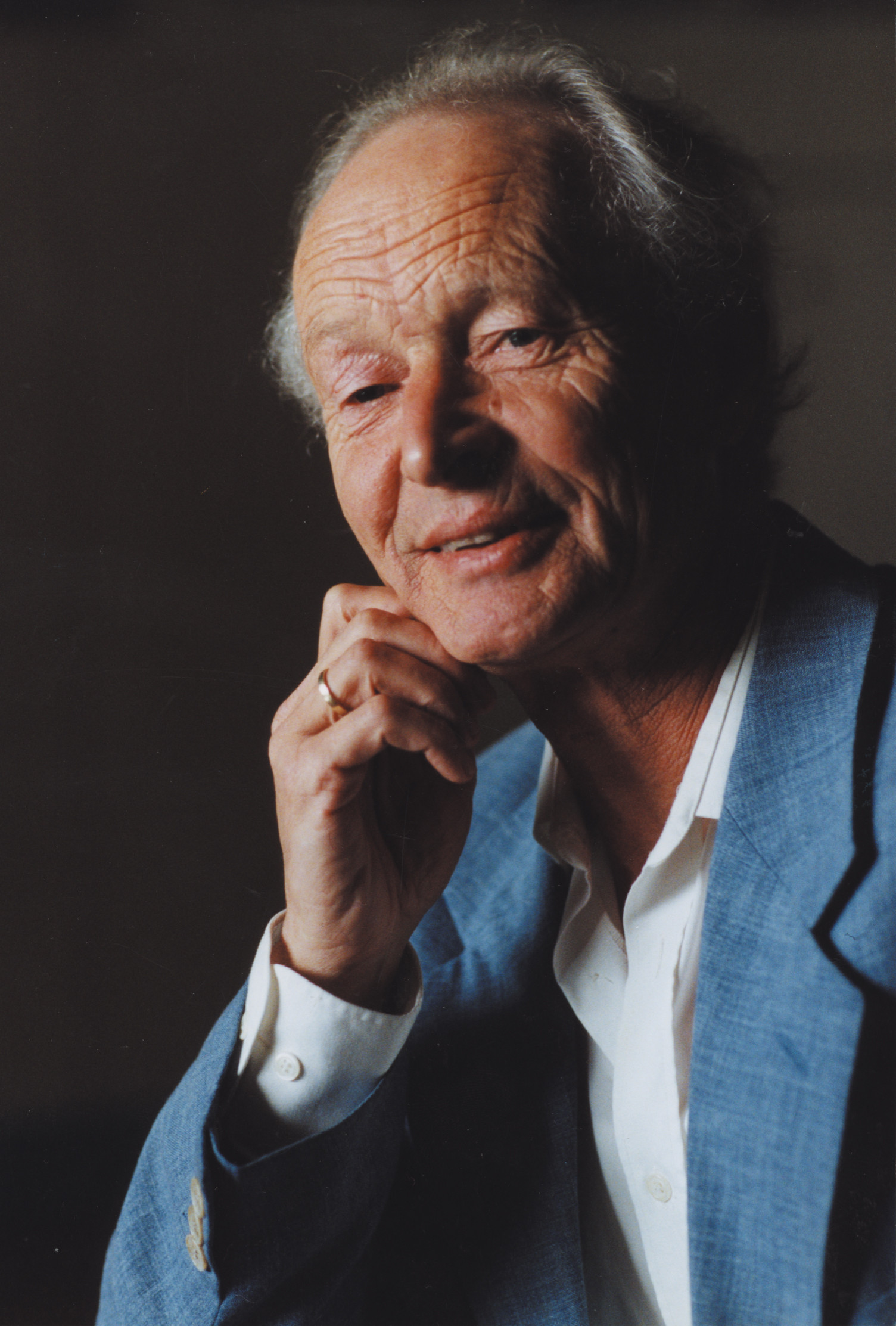
Guus Kuijer (2012)

Guus Kuijer (* 1. August 1942 in Amsterdam) ist ein niederländischer Schriftsteller.

## Leben
Nachdem er in der Grundschule drei Mal eine Klasse wiederholen musste, kam Guus Kuijer auf ein Internat in Zutphen. Im Anschluss daran absolvierte er eine Lehrerausbildung in Doetinchem. Von 1967 bis 1973 unterrichtete Kuijer an einer Volksschule. Bereits als Lehrer begann er zu schreiben und veröffentlichte einen Roman und zwei Erzählungen, die sich alle drei an Erwachsene richteten. Seit 1975 wendet er sich vornehmlich den Kindern zu und hat inzwischen über 30 Kinder- und Jugendbücher vorgelegt.
Kuijer zählt zu den profiliertesten und meist ausgezeichneten Autoren der Niederlande. Sehr erfolgreich ist unter anderem die bislang fünfbändige Reihe um die im ersten Band elfjährige Polleke, der 2003 daraus entstandene Film Polleke wurde mit mehreren internationalen Preisen geehrt.
In Deutschland wurde Kuijer unter anderem 1982 und 2002 mit dem Deutschen Jugendliteraturpreis ausgezeichnet. Mit Das Buch von allen Dingen, 2007 ebenfalls für den Deutschen Jugendliteraturpreis nominiert, erhielt er den Gustav-Heinemann-Friedenspreis für Kinder- und Jugendbücher.
Guus Kuijer ist verheiratet und lebt auf einem Bauernhof.

## Werke (Auswahl)
- Reihe um Polleke
  - Wir alle für immer zusammen
  - Es gefällt mir auf der Welt
  - Das Glück kommt wie ein Donnerschlag
  - Wunder kann man nicht bestellen
  - Ich bin Polleke!

- Erzähl mir von Oma
- Eine Tür in der Grenze
- Das Buch von allen Dingen
- Der Turm der schwarzen Steine
- Das Buch von allen Dingen, 2006, ISBN 3-7891-4022-8
- Ein himmlischer Platz, 2007, ISBN 978-3-7891-4029-7
- Wir alle für immer zusammen, aus dem Niederländischen von Sylke Hachmeister, Verlag Friedrich Oetinger, Hamburg 2012. ISBN 978-3-7891-4011-2

## Auszeichnungen
- Astrid-Lindgren-Gedächtnis-Preis
  - 2012 für das Gesamtwerk
- Niederländischer Staatspreis für Kinder- und Jugendliteratur 1979
- Gouden Griffel
  - 1967 Met de poppen gooien
  - 1979 Krassen in het tafelblad
  - 2000 Voor altijd samen, amen (dt. Wir alle für immer zusammen)
  - 2005 Het boek van alle dingen (dt. Das Buch von allen Dingen)
- Zilveren Griffel
  - 1977 Grote mensen daar kun je beter soep van koken
  - 1984 Eend voor eend
  - 1988 Tin Toeval (deel 1 en 2)
  - 2002 Met de wind mee naar de zee
- Deutscher Jugendliteraturpreis
  - 1982 in der Sparte Kinderbuch für Erzähl mir von Oma
  - 2002 in der Sparte Kinderbuch für Wir alle für immer zusammen
  - 2007 nominiert für die Sparte Kinderbuch Das Buch von allen Dingen
- Die besten 7 April 2006: Keeper
- Buch des Monats (Institut für Jugendliteratur)
  - 06/2001: Wir alle für immer zusammen
  - 03/2006: Das Buch von allen Dingen
- LUCHS
  - Luchs des Monats April 2001 für Wir alle für immer zusammen
  - Luchs des Jahres 2006 für Das Buch von allen Dingen
- Gustav-Heinemann-Friedenspreis für Kinder- und Jugendbücher
  - 2007 für Das Buch von allen Dingen
- Constantijn Huygensprijs
  - 2020 für das Gesamtwerk